# 蘇里南蟾魚
蘇里南蟾魚（学名：Batrachoides surinamensis），為蟾魚科蟾鱼属的其中一種。
种名 surinamensis 意为“苏里南的”。

## 分布
分布於中西大西洋區，從宏都拉斯至巴西海域，棲息深度可達36公尺。

## 形态
本魚眶上與眼間骨區域平滑，沒有任何的絲狀突起;在胸鰭的內面上又9個不連續的孔，身體褐色，有黑色的斑點與鞍狀的斑塊，背鰭硬棘3枚;背鰭軟條28-30枚;臀鰭軟條25-27枚，體長可達57公分。

## 生态
為底棲性魚類，生活在水淺、沙泥底質的淡鹹水區，屬肉食性，以甲殼類、貝類及其他魚類為食，可作為食用魚及觀賞魚。